# Армстронг, Хелен Мейтленд
Хелен Мейтленд Армстронг (англ. Helen Maitland Armstrong; 1869—1948) — американская художница, специализировавшаяся по витражам; как самостоятельно, так и со своим отцом Дэвидом Армстронгом.
Её работы считаются одними из лучших, созданных в Америке, созданных на рубеже XIX−XX веков.

## Биография
Родилась 14 октября 1869 года во Флоренции в семье американского дипломата и художника по витражам Дэвида Мейтленда Армстронга и его жены Хелен Нилсон, которая была потомком Питера Стёйвесанта и племянницей политика Гамильтона Фиша Среди её шести братьев и сестер были: дизайнер и иллюстратор Маргарет Нилсон Армстронг и редактор журнала Гамильтон Фиш Армстронг. В 1878 году скульптор Огастес Сен-Годенс, который был другом её отца, создал бронзовый портрет Хелен по её фотографии.
Хелен училась в Лиге студентов-художников Нью-Йорка, но бо́льшую часть художественного образования получила от своего отца, который сделал её младшим партнёром в своей фирме Maitland Armstrong & Co.
Творчество художницы было сосредоточено на изготовлении витражей для церквей, но также включало мозаики, фрески и иллюстрации. Она принадлежит к первому поколению женщин-художников, которые воспользовались преимуществами новых витражей, впервые разработанных Джоном Ла Фаржем и Луисом Тиффани вместе с Лидией Эммет и её сестрой Розиной Шервуд.
Её самые ранние работы относятся к 1890-м годам. Хелен и её отец вместе создали рисунки для витражей, многие из которых реализованы в различных церквях. Индивидуальная работа Хелен Армстронг, которую New York Times назвала «исключительной», включала в себя проекты витражей для десятков церквей и часовен, а также правительственных зданий и нескольких частных резиденций. Шедевром её творчества является восточное окно Епископальной церкви Старого Св. Павла в Балтиморе, штат Мэриленд, созданное в рамках общей реконструкции церкви в 1904 году.
Также художница проиллюстрировал ряд книг для издательства A. C. McClurg. Вместе со своей сестрой Маргарет они иллюстрировали несколько книг, в том числе «Memories: A Story of German Love» Фридриха Макса Мюллера.
Умерла 26 ноября 1948 года в Нью-Йорке, похоронена на кладбище Christ Church Cemetery города Мальборо, штат Нью-Йорк.
В Метрополитен-музее в Нью-Йорке хранится коллекция её рисунков и акварелей для витражей, а также рисунки для алтаря и фрески.